# Jackson (Alabama)
Jackson – miasto w Stanach Zjednoczonych, w stanie Alabama, w hrabstwie Clarke. W roku 2023 miasto zamieszkiwało 4525 osób, a gęstość zaludnienia wynosiła 115,1 osoby/km².